# Џозеф Листер
Џозеф Џексон Листер (енгл. Sir Joseph Jackson Lister; Аптон, 5. април 1827 — Волмер, 10. фебруар 1912) је био Британац хирург, истраживач и оснивач антисептичке хирургије.  Листерова истраживања примарно су била усмерена на проучавање микроскопских промена у ткивима изазвана запаљењским процесом. Када се упознао са Пастеровим открићем о микроорганизмимима, објављеном 1864. године, Листер је одмах у већ започетим истраживањима применио Пастерова размишљања о клицама, након којих је закључио да је запаљење у хируршким ранама последица уласка микрооргганизама у рану и њиховог даљег развијања. Како Пастерово решење убијања клица топлотом није било могуће применити на живим организмима, Листер је одлучио да истражи примену хемијских средства за уништавање микроорганизама у рани. Након примене карболне киселине (познате као фенол) за стерилизацију хируршких инструмената и чишћење рана, Листер је код својих болесника постигао значајно смањење постоперативних инфекција и тиме хируршке интервенције учинио безбеднијим по живот болесника, који су до тада масовно умирали због инфекције постоперативне ране.

## Живот и каријера
Џозеф Листер је рођен у Аптону (Есекс, Енглеска) 5. априла 1827. године, као четврто дете Џозефа Листера старијег, трговца вином, студента латинског језика и математике, и Изабеле Харис (Isabella Harris). Његов отац је успео да направи безбојно сочиво за микроскоп и то је омогућило младом Листеру, да још док је био дете, види до тада непознати свет микроорганизама.
Млади Џозеф Листер растао је у Квекерској породици посвећеној Богу, али и науци. Листерова мајка, која је пре удаје била управница Школе за читање и писање, била је одлична учитељица своје деце у првим годинама њиховог одрастања. Отац, Листер Старији, у том периоду сматран је оснивачем и извором бројних сазнања из области микроскопије.
Млади Листер је у својим најранијим годинама био фасциниран природом и променама у њој, што је утицало да још пре тинејџерског узраста родитељима саопшти намеру да жели да буде хирург, на велико изненађење породице у којој се нико пре тога није определио за такву професионалну каријеру.
Одушевљен том Листеровом одлуком, отац га је на време упознао са значајем општег образовања за даљи живот, пре него што се отисне у свет науке и каријеру настави у медицини. Након што је са 16 година завршио квекерску школу, Листер се 1847. године уписао на Универзитетски колеџ у Лондону, који је био један од неколико ретких институција које су у то време на школовање примале Квекере.
Дошавши на Колеџ са великом жељом да се бави медицином, посебно хирургијом, Листер је био видно разочаран студијама на првој години. У том периоду је оболео од малих богиња, због којих је изгубио доста времена за студирање и похађање наставе.
Након неколико месеци „кризе“ и разочарања (праћеног мањим нервним сломом), почетком 1848. Листер је одлучио да направи малу паузу у школовању и оде на вишемесечни одмор. После краћег пута у Ирску, осетио се способним да настави студије и крајем 1848. вратио се на Колеџ, на коме се уписао на зимски семестар.
И поред бројних истраживачких активности, болести и великог додатног рада, Листер је успешно студирао и школовање завршио 1852. године, примањем свог „degree with Honors“.
Џозеф Листер је обавезну лекарску праксу (која би одговарала данашњем лекарском стажу) обавио прво као породични (кућни) лекар, а потом као породични хирург, у наредних 9 месеци. На крају тог периода образовања имао је 27 година. Како је живео у богатој породици, Листер није имао потребу нити обавезу да жури са започињањем лекарске праксе.
Током студија Листер је био посебно близак са професором физиологије Вилијамом Шарпијем (William Sharpey), који му је саветовао да посвети извесно време посетама другим клиникама како би проширио своје познавање хирургије. Како је Шарпи био близак пријатељ са Џејмсом Сајмом (James Syme), професором клиничке хирургије у Единбургу, он је саветовао Листеру да прво посети Единбург пре него што обиђе клинике и болнице у Европи.
Листер је послушао професора Шарпија и након доласка у Краљевску амбуланту у Единбургу (Royal Infirmary of Edinburgh), 1853. године, након неколико дана схватио да је у Џејмсу Сајмому добио другог оца у лику новог ментора, иако њихове природе, па чак и изглед нису могли бити различитији. Листер је био висок скоро 180 cm и широких плећа, изгледао је много снажније него што је у ствари био. Тако је Листер постао први помоћник и пријатељ хирурга Џејмса Сајмома на Универзитету у Единбургу.
У четрдесетој години живота Листер је напустио Квекере и придружио се шкотској Саборној цркви, да би се оженио Сајмомовом ћерком, Агнесом. Медени месец, у трајању од 3 месеца, провео је са супругом у посети водећим медицинским установама (болницама и универзитетима) у Француској и Немачкој. Како је до удаје Агнес била „заљубљена“ у медицинска истраживања, она је била идеалан партнер Листеру у лабораторији, у којој су заједно провели остатак свог живота.
Листер је умро 10. фебруара 1912. у сеоској кући у Кенту, у 84. години живота. После опела у Вестминстерској опатији, сахрањен је на гробљу у Лондону (West Hampstead Cemetery) на парцели у југоисточном делу од централне капеле.

## Дело
Савети оца Листера и његов лични пример нису били једини дарови које је он дао свом сину на почетку његовог школовања. Он је младом Листеру обезбедио и један од најбољих микроскопа тог доба, од кога се Листер више није одвајао и са њим је проводио све своје слободно време на посматрању света који се није могао види голим оком. Након тих посматрања Листер је приказао два рада пред Болничким медицинским друштвом (Hospital Medical Society), који су на неки начин наговестили његово будуће усмерење у професионалној каријери. Један је имао наслов „Гангрена“, a други „Употреба микроскопа у медицини“.
Оригинални допринос хистологији Листер је дао након посматрања неких микроскопских структура мишића (као што су нпр. мишић дужице ока и мишић подизач длаке).
До половине 19. века ампутација удова била је праћена смртним исходом у око са 50% случајева током постоперативног лечења. Откриће Луја Пастера да су микроорганизми проузроковачи инфекције, Листер је њихову појаву и ширење у рани довео у везу са високим постоперативним морталитетом после ампутације удова. Након што је започео третирање ампутацијом насталих оперативних рана карболном киселином (фенолом), прање руку у 5% карболној киселини, и прскање оперативног поља истом, Листер је постигао невероватно велико снижавање инциденце сепсе.
Захваљујући Листеру то је био само увод у револуционарна открића у модерној антисепси и почетак примене антисептичког рада - стерилизације инструмената, употребе хируршких рукавица и припреме пацијената и хирурга и пратећег тима за хируршке процедуре.
Листер је након повратка 1869. у Единбург именован за професора хирургије на Универзитету у Единбургу, где је наставио да даље развија и побољшава методе антисепстичке хирургије и едукује велики број хирурга. Његова слава се непрестано ширила у медицинским круговима широм света, тако да је велики број лекара и других посетилаца често долазио да слуша његова предавања. Међу његовим ученицима на Краљевском колеџу у Лондону био је и Роберт Хамилтон Расел, који се касније преселио у Аустралију.
Листер је такође развио метод оперативног лечења колена применом металне жице и побољшао технику мастектомије.

## Признања
- 1895. Листер је именован за председник Енглеског краљевског друштва хирурга (Royal College of Surgeons of England). Ту дужност Листер је обављао од 1895. до 1900.
- После Листерове смрти, основан је Меморијални фонд Енглеског краљевског друштва хирурга за доделу Листерове медаље, као награде која би се додељивала најпрестижнијим хирурзима.[16]
- 1883. Листер је именован за Барона, од парка полумесеца у парохији светог Марилебоне у округу Мидлсекс.
- 1897. Листер је почаствован племићком титулом, Baron Lister, of Lyme Regis in the County of Dorset.[17][18][19]
- 1902. Листер је постао (један од дванаест) носилаца Ордена за заслуге и члан Крунског одбора.
- Носилац је иностраног признања, Прусије „Pour le Mérite, Civil class“, у области науке или уметности.
- Листер је један од два хирурга у Великој Британији који је имао част да два споменика у Лондону и Глазгову буду изграђена њему у част.
- 1903. британски Институт за превентивну медицину, преименован је њему у част у Листеров институт за превентивну медицину.
- Једна од објеката у Краљевској амбуланти у Глазгову (Glasgow Royal Infirmary), у чијем саставу су одељења за цитопатологију, микробиологији и патологију, назван је његовим именом, у занак признања за Листеров рад у овој болници.
- Универзитетска болница у Хартфордширу, (University of Hertfordshire) у Енглеској носи назив „Листерова болница“ у знак признања Џозефу Листеру, за његов допринос науци.
- Један од врхова, на величанственом планинском венацу на Антарктику у области Royal Society Range (78° 10′ S 162° 40′ E / 78.167° Ј; 162.667° И), који је открила Експедиција спроведене од 1901. до 1904, висок 4.025 m, назван је у част Џозефа Листера, Листеров врх (Mount Lister).
- 1879, Листерин, антисептик за испирање устију, добио је име по Џозефу Листеру, у знак признања за његов рад у области асепсе и антисепсе.[20]
- Један род микроорганизама под називом Лисатериа, назван је по Листеру. Бактерију Листерију моноцитогенес (лат. Listeria monocytogenes први је описао Едуард Адолф Вилхелм (Eduard Adolf Wilhelm Jahn) 1906. године.
- 1965. издате су две поштанске марке у част Џозефа Листера, за његов допринос антисептичкој хирургији.